# David Figueroa Ortega
David Figueroa Ortega (Huachinera, Sonora; 6 de julio de 1970) es un político mexicano que fue Presidente Municipal de Agua Prieta, Sonora de 2003 a 2006 y diputado federal en la LX Legislatura de 2006 a 2008.

## Biografía
David nació en Huachinera, Sonora, el 6 de julio de 1970, y realizó sus estudios primarios en Huachinera, Douglas y Navojoa, y posteriormente emigró a Chihuahua para estudiar la licenciatura en administración de empresas en la Universidad Autónoma de Chihuahua, donde también realizó sus estudios de maestría. Posteriormente volvió a Sonora en donde ejerció en diversas empresas de ese estado y Arizona.

### Carrera política
En 1996, Ortega Figueroa se afilió al Partido Acción Nacional, en el que ocupó diversos cargos en el Comitpe Directivo Municipal de Agua Prieta y en el Comité Directivo Estatal hasta llegar a ser presidente estatal de 2001 a 2003.
En 2003 su partido lo postuló candidato a la Presidencia Municipal de Agua Prieta para las elecciones de ese año, resultando electo para el periodo de 2003 a 2006. En 2006 su partido lo incluyó en la lista de candidatos a diputado federal por la Primera Circunscripción electoral, resultando electo, y tomando protesta como diputado federal el 1 de septiembre de 2006. En noviembre de 2006 y en 2007 fue víctima de atentados contra su vida.
En 2007 manifestó su intención de ser candidato de Acción Nacional a la Gubernatura de Sonora. Sin embargo, el 16 de julio de 2008 Figueroa Ortega anunció la declinación de sus aspiraciones a ser candidato a gobernador y su retiro de la contienda interna del PAN, puesto que había aceptado su nombramiento como Cónsul General de México en San José, California que le había dado el presidente Felipe Calderón Hinojosa, por lo cual solicitó licencia a su cargo como diputado el 28 de julio de 2008. Fue ratificado como Cónsul por el Senado en julio.
Figueroa Ortega fungió como Cónsul General de México en San José hasta 2011, año en que fue designado Cónsul General de México en Los Ángeles, California, por el presidente Felipe Calderón cargo en el que duró hasta 2013.
A principios de octubre de 2017, anunció que estaba analizando su renuncia al PAN luego de la renuncia de Margarita Zavala al mismo instituto. Finalmente, el 30 de octubre de 2017, renunció al Partido Acción Nacional, luego de 21 años de militancia, anunciando que buscaría ser candidato de Movimiento Ciudadano a la Presidencia Municipal de Hermosillo.